# Belavigi, Haveri
Belavigi là một làng thuộc tehsil Haveri, huyện Haveri, bang Karnataka, Ấn Độ.